# Погром у День святої Схоластики

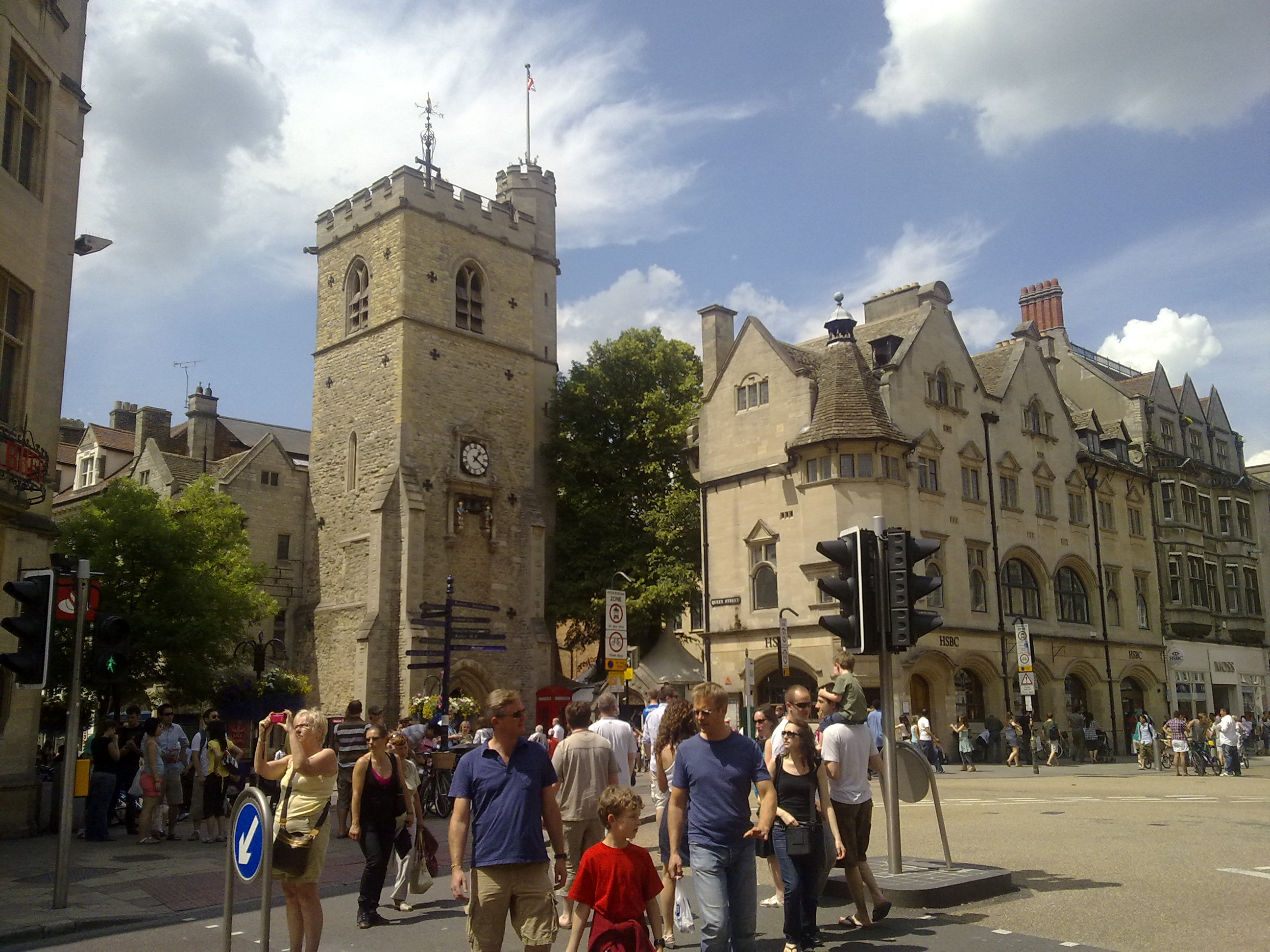
Площа Карфакс та однойменна башта, що збереглася з XIII століття — «свідок» описуваних подій. Зліва видно край будівлі банку Сантандер, побудованого пізніше

Погром у День святої Схоластики (англ. St Scholastica Day riot) — подія, що відбулася в Оксфорді 10 лютого 1355 року в день пам'яті святої Схоластики, католицької святої і сестри-двійні святого Бенедикта Нурсійського. Це одна з найганебніших подій в історії міста.
У таверні Свіндлсток, де зараз розташована Набережна Абатства (Сантандер) на річці Карфакс, відбулася суперечка через пиво між містянами та двома студентами Оксфордського університету. Взаємні образи переросли у збройні сутички між жителями й студентами, які тривали два дні, і жертвами яких стали 63 студенти та близько 30 містян. Врешті-решт студенти зазнали поразки.
Суперечка була врегульована владою на користь університету, у зв'язку з чим був виданий спеціальний указ. З того часу, щорічно 10 лютого мер міста та члени міської ради повинні були промарширувати з непокритою головою по вулицях і сплатити штраф університету по одному пенні за кожного вбитого студента, тобто всього 5 шилінгів 3 пенси. Покарання залишалося в силі протягом 470 наступних років і було знято лише 1825 року, коли мер міста відмовився брати участь в церемонії. Формально університет «пробачив» місто 10 лютого 1955, коли мерові була присвоєна почесна вчена ступінь, а віце-канцлер університету був обраний почесним містянином.